# خط بی‌ام‌تی خیابان چهارم
خط بی‌ام‌تی خیابان چهارم (انگلیسی: BMT Fourth Avenue Line) یکی از خط‌های متروی نیویورک سیتی در بخش بروکلین است.
این خط که در سال ۱۹۱۵ تأسیس شده دارای ۱۶ ایستگاه است. 

## نگارخانه

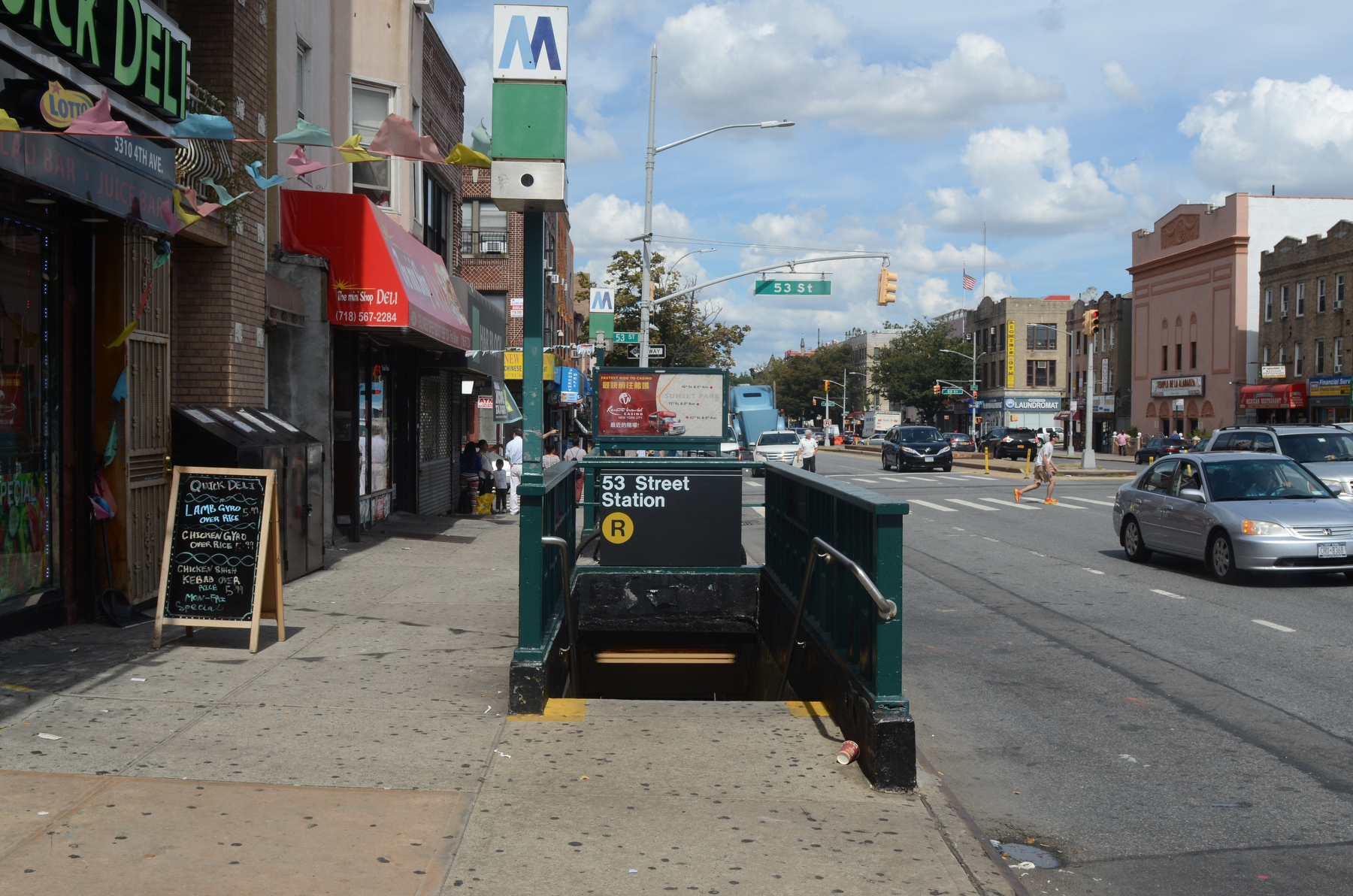
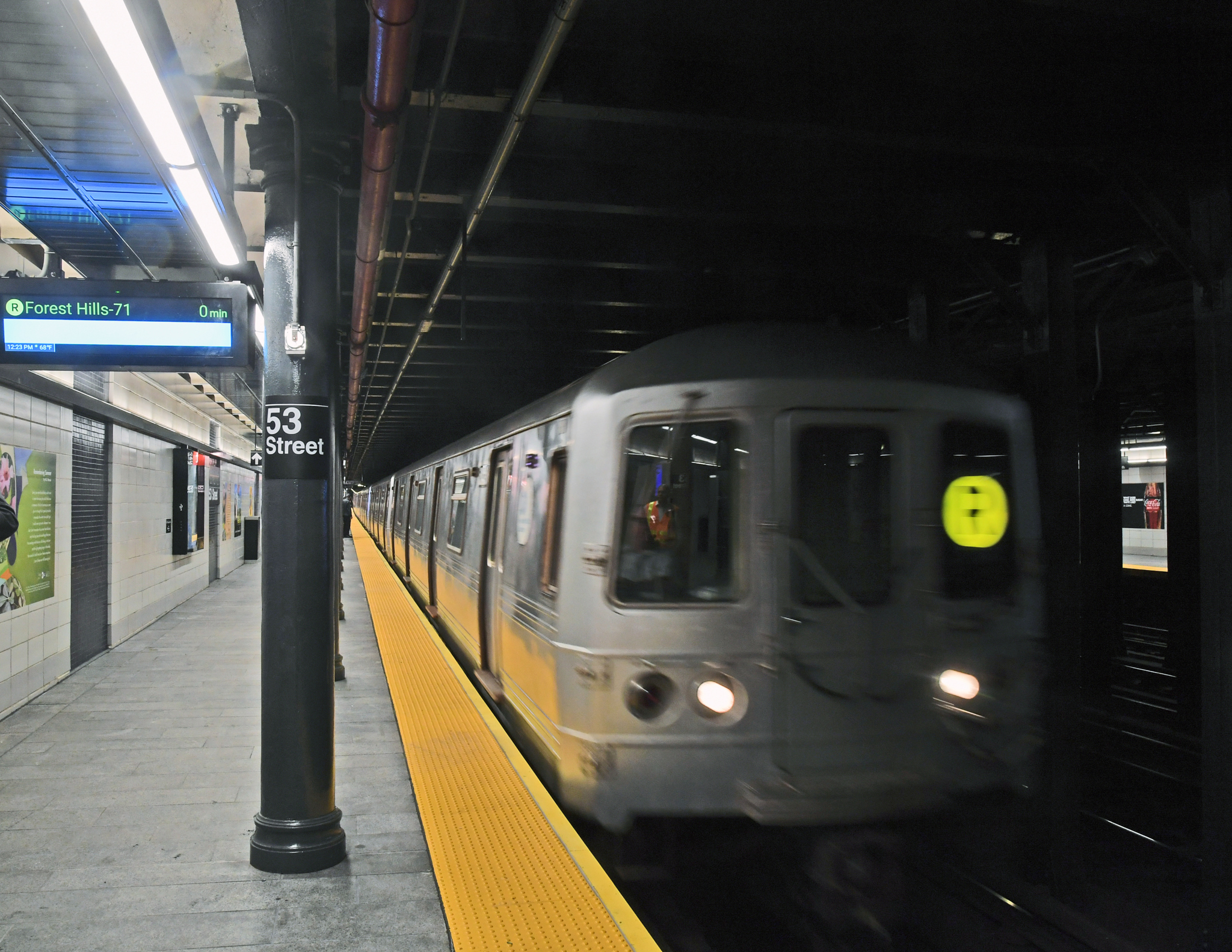
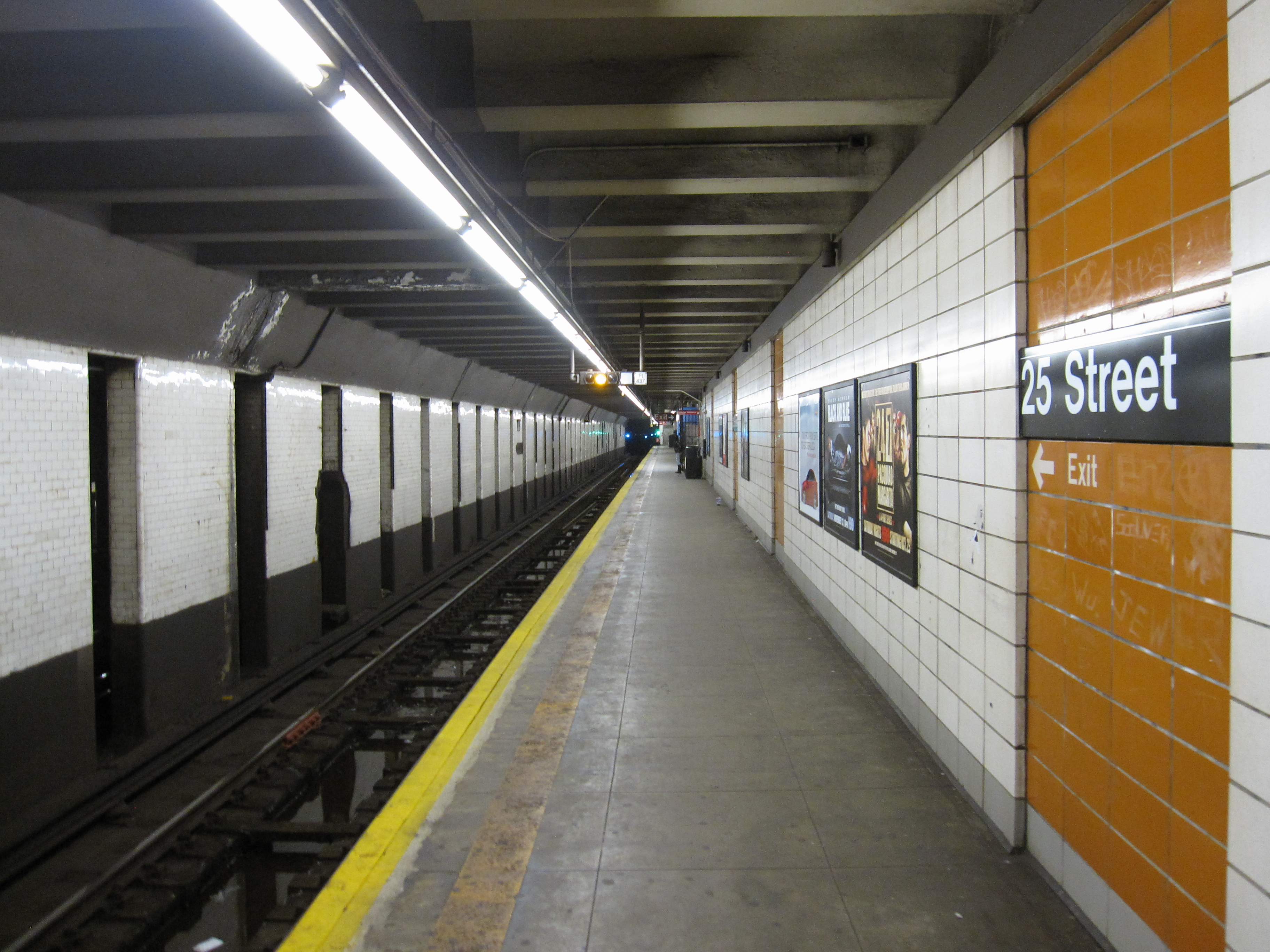
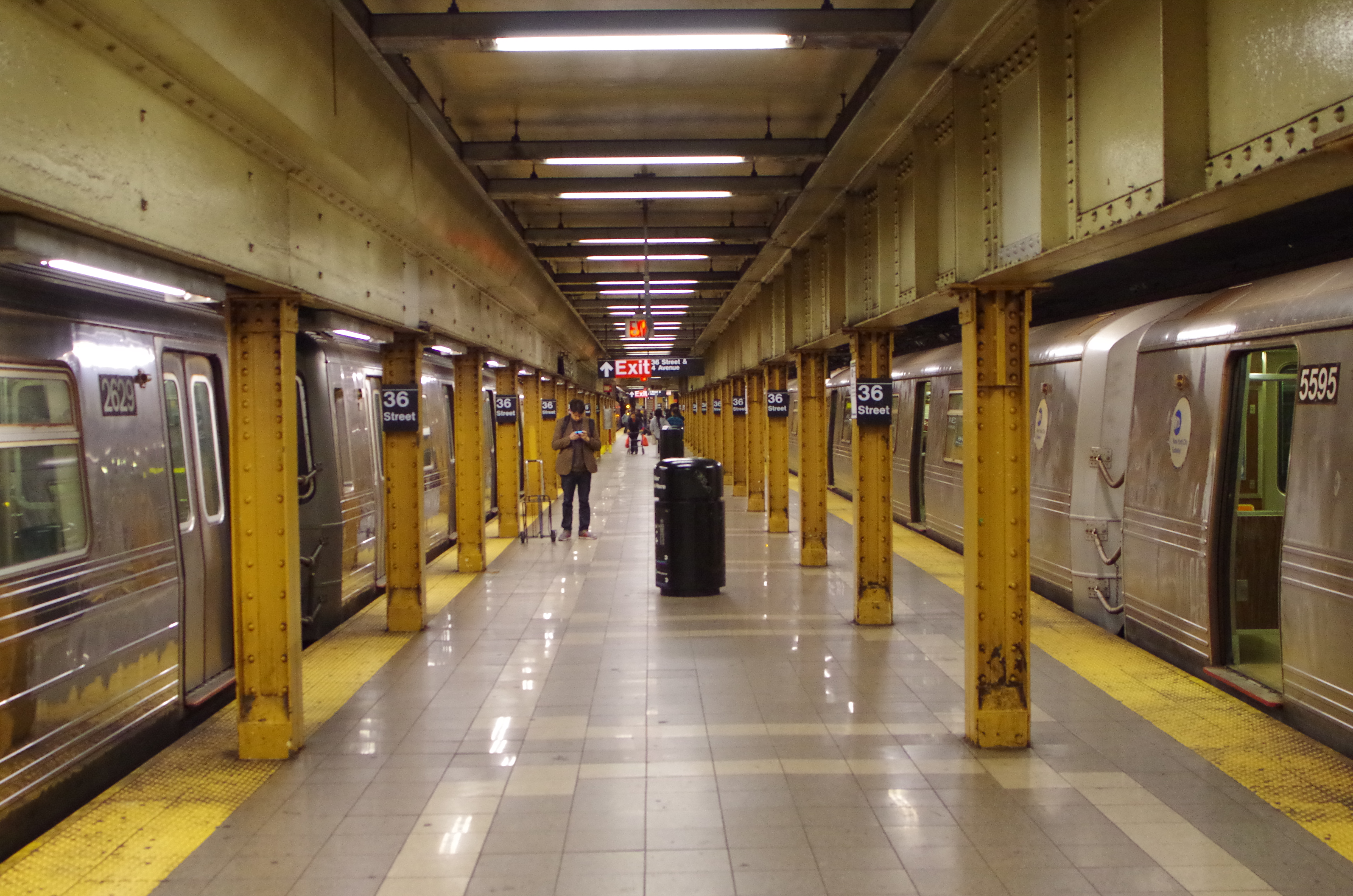